# The Feeling
The Feeling是英國的一個流行搖滾樂隊，他們曾五次獲得全英音樂獎的提名。樂隊的成員來自薩塞克斯郡和倫敦。他們的首張專輯Twelve Stops and Home在2006年6月5日于英國發行。第二張專輯Join With Us在2008年發行，這張專輯登上了英國專輯排行榜的首位。現在他們正在制作自己的第三張專輯，預計將在2010年發行。

## 外部連結
- Official website
- Official MySpace（页面存档备份，存于）
- Official US website
- The Feeling 2008 interview on musicOMH.com
- The Feeling 2008 interview on ilikemusic.com（页面存档备份，存于）
- Interscope Records Profile